# Bayern 2 plus
Bayern 2 plus – auch Bayern 2+ geschrieben – war ein ganztägiges DAB-Programm des Bayerischen Rundfunks (BR) und ein digitales Zusatzprogramm von Bayern 2, in dem einige Sendungen zeitversetzt zu hören waren. Der Kanal ersetzte ab 1. April 2005 Bayern 2 im DAB-Digitalradio. Dabei erhielt das Programm eine höhere Datenrate resultierend in einer verbesserten Klangqualität. Dies war möglich, da ein weiteres BR-DAB-Programm, Bayern mobil, auf die Ausstrahlung von visuellen Zusatzinformationen zur Verkehrslage verzichtete, die durch das exklusive Digital-Radio-Programm BR Verkehr obsolet wurden.
Am 28. Januar 2015 stellte der BR um 14:30 Uhr alle Digital-Programme von DAB-Standard auf DAB+ um. Somit wurde der Sendebetrieb von Bayern 2 plus eingestellt. Der frei gewordene Programmplatz wurde von dem neuen Hörfunksender BR Heimat belegt, welcher am 2. Februar 2015 seinen Betrieb aufnahm.

## Programm
Bayern 2 plus war im Regelfall mit dem Programm von Bayern 2 identisch. Zu besonderen Anlässen sendete Bayern 2 plus ein eigenes Programm. So wurde zum Beispiel 2009 und 2010 von Mitte Juli bis Mitte September das gemeinsame Sommer-Kulturprogramm des ARD Hörfunks, das ARD Radiofestival, übertragen.

## Empfang
Zu empfangen war der Kanal im ehemaligen DAB-Netz des Bayerischen Rundfunks im Band III. Die Sender wurden in einem Gleichwellennetz auf Kanal 11D betrieben.